# Montée en enfer
Montée en enfer est le douzième et dernier épisode de la saison 9 de la nouvelle série Doctor Who. Cet épisode marque le départ de la compagne du Docteur, Clara Oswald. Il a été diffusé sur la BBC le 5 décembre 2015.

## Distribution
- Peter Capaldi : Le Docteur
- Jenna Coleman : Clara Oswald
- Maisie Williams : Ashildr
- Donald Sumpter : Rassilon
- Ken Bones : Le Général
- T'Nia Miller : La Générale
- Malachi Kirby : Gastron
- Clare Higgins : Ohila
- Linda Broughton : La Femme

## Résumé
Dans le désert du Nevada, le Docteur entre dans un snack (un diner pour être précis) et trouve seulement une serveuse ressemblant à Clara. N'ayant que sa guitare sur lui, il se propose de lui jouer un morceau et de lui raconter une histoire sur Clara. Le Docteur ne semble pas reconnaître son compagnon. Le Docteur revient alors sur les événements qui ont suivi son évasion de son Cadran de Confession sur Gallifrey, déclenchant une alarme dans le Cloître de la cité des Seigneurs du Temps, où se tient alors une réunion au sommet entre le Président Rassilon, le Haut-Conseil et les Sorcières de Karn. Le Président veut faire arrêter le Docteur, qui attend dans la grange où il a failli déclencher le Moment, mais les soldats de Gallifrey refusent de suivre cet ordre, considérant le Docteur comme un héros de guerre et l'aident plutôt à envoyer le Président en exil avec le Conseil. Le Docteur a en effet été emprisonné par Rassilon dans son journal pour le forcer à avouer ce qu'il savait sur l'Hybride, qui selon une prophétie de Gallifrey conquerra la planète et marchera sur ses ruines. Le Général et Ohila sont prêts à entendre ce que le Docteur sait mais il affirme qu'il faut demander à Clara Oswald.
Le Docteur force donc les Seigneurs du Temps à utiliser une « chambre d'extraction », une machine qui permet de figer une personne dans sa ligne temporelle, et la sauve juste avant qu'elle ne soit touchée par le Corbeau dans la rue-piège. Clara n'est pas vraiment en vie, coincée entre deux battements de cœur et incapable de vieillir. Le Général tente d'expliquer la situation à Clara quand le Docteur s'empare de son arme et l'abat après s'être assuré qu'il pourra se régénérer. Le Docteur fuit avec Clara dans le Cloître où se trouve la Matrice, le serveur qui contient tout le savoir des Seigneurs du Temps. Il cherche une issue cachée tout en évitant les gardes. Quand le Docteur dit qu'un seul Seigneur du Temps a pu prendre cette sortie mais qu'il en est revenu fou, Clara comprend qu'il s'agit du Docteur lui-même, quand il a découvert la prophétie de l'Hybride et qu'il a fui Gallifrey à bord d'un TARDIS. Le Général se régénère, redevenant ainsi une femme, et, avec Ohila, tente de convaincre Clara de revenir vers elle et de pousser le Docteur à révéler ce qu'il sait sur l’Hybride. Clara permet au Docteur de gagner du temps afin qu'il ouvre la trappe de sortie et ne vole un autre TARDIS, comme il l'a fait le jour où il quitta Gallifrey.
Le Docteur met alors en place son plan : emmener Clara aussi loin qu'il le peut de Gallifrey dans l'espace-temps afin de la sortir de sa boucle temporelle et lui redonner un cœur qui bat, mettant en risque le temps lui-même pour ne pas avoir à la ramener au moment de sa mort. Comme rien ne change, le Docteur va jusqu'à la fin de l'univers, quelques minutes avant sa destruction. Il se retrouve là où fut Gallifrey et trouve Ashildr qui l’attendait, dernier être immortel de l'Univers encore en vie. Il s'y attendait, ayant envisagé qu'elle soit l'Hybride, Ashildr étant la symbiose entre deux races guerrières (les humains et les Bourbiers). Mais Ashildr a une autre théorie : l'Hybride est en fait l'union du Docteur et de Clara, mi-humain mi-Seigneur du Temps mais ayant le même goût du risque. Le Docteur pense alors à effacer tous les souvenirs de Clara le concernant, la laissant sur Terre sans possibilité d'être retrouvée. Clara a tout entendu et inverse la polarité du système pour qu'il se retourne contre le Docteur ; elle accepte sa mort mais ne veut pas renoncer à ses souvenirs de lui. Le Docteur doute que cela fonctionne mais il admet être allé trop loin, devenant l'Hybride qu'il craignait tant pour sauver Clara. Ils activent ensemble le bloqueur, qui affecte le Docteur. Il lui fait ses adieux et demande à Clara de lui sourire une dernière fois et elle, en larmes, lui répond : « Comment pourrais-je sourire ? ». Il lui dit que tout va bien, qu'il se souviendra et il s'évanouit. Quand il reprend conscience, le Docteur est dans le désert du Nevada, sans souvenir de son compagnon.
Après avoir raconté son histoire, le Docteur essaie de combler les trous dans ses souvenirs, en vain. La serveuse s'éclipse, révélant que le snack est en fait une illusion du TARDIS volé et contrôlé par Ashildr et qu'il s'agit bien de Clara. Au départ du TARDIS, l'illusion se dissipe et le Docteur retrouve son TARDIS, repeint par Rigsy avec un portrait de Clara. Ashildr et Clara décident de retourner sur Gallifrey afin que Clara retourne au moment de sa mort mais que rien ne les empêche de « faire un long détour ».
De retour dans son TARDIS, le Docteur renfile sa veste de velours, voit le dernier message de Clara : « Run you clever boy, and be a Doctor », attrape son nouveau tournevis sonique et repart à l'aventure, on voit alors le TARDIS du Docteur volant dans l'espace et croisant le TARDIS d'Ashildr et Clara sous sa forme de snack. 

### Continuité
- Au début de l'épisode, le Docteur se retrouve dans une grange sur Gallifrey qui est celle dans laquelle il tente d'utiliser le Moment dans Le Jour du Docteur et celle où il dormait enfant dans Jamais seul[1].
- C'est le premier épisode depuis La Prophétie de Noël à faire apparaître le personnage de Rassilon[2].
- On retrouve les personnages du Général (le Jour du Docteur) et d'Ohila (la Nuit du Docteur, le Magicien et son disciple).
- La cloche du Cloître est mentionnée, cette fois comme une alarme interne à la citadelle des Seigneurs du temps et non à un TARDIS.
- Dans les allées du Cloître de Gallifrey, le Docteur et Clara croisent de nombreux ennemis piégés : un Cyberman, un Dalek et même un Ange pleureur.
- Le Docteur corrige ce que Missy affirmait dans Le Magicien et son disciple lorsqu'il disait qu'il avait volé la lune et la femme du président. Il a en réalité volé la fille du président et « perdu » la lune[2].
- L'intérieur du TARDIS que le Docteur et Clara volent pour s'échapper est modelé à partir du décor original du TARDIS tel que vu dans An Unearthly Child[1].
- Lorsque Ashildr frappe à la porte du TARDIS, elle frappe quatre coups, comme le son qu'entendait le dixième Docteur dans La Prophétie de Noël qui est aussi les battements de cœurs des Seigneurs du Temps ainsi que les « tambours » que le Maître entendait[2].
- Ashildr dit au Docteur que lui et Clara forment l'hybride, mi-humain mi-seigneur du temps. Elle confirme que Missy a orchestré la rencontre du Docteur et de Clara et que l'Hybride n'est autre que l'alliance de lui-même et de Clara.
- Lorsque le Docteur décide d'effacer la mémoire de Clara, il explique qu'il l'a déjà fait auparavant, en référence à ce qui arrive à Donna Noble dans La Fin du voyage[2].
- Clara dit qu'elle a renversé la polarité, une phrase récurrente dans la série depuis le troisième Docteur[2].
- Lorsque le Docteur commence à oublier Clara, il lui donne ses conseils, dont sa devise énoncée dans le Jour du Docteur ("pas de cruauté, pas de lâcheté").
- Le Docteur reconnaît le restaurant dans lequel il s'est retrouvé avec Amy Pond et Rory Williams (ainsi que River Song bien qu'il ne l'évoque pas) au début de l'épisode L'Impossible Astronaute[3].
- Dans le restaurant on entend une reprise de la chanson de Foxes de la Momie de l'Orient-Express. Il s'agit de la chanson Don't Stop Me Now, interprétée originellement par le groupe Queen.
- Le Docteur explique à Clara déguisée en serveuse qu'il se souvient avoir vu avec Clara un guerrier des glaces dans un sous-marin et une momie dans l'Orient express.
- Le circuit caméléon du TARDIS d'Ashildr et Clara est cassé et bloqué, comme celui du Docteur.
- Le Docteur découvre son TARDIS tagué par Rigsy à la fin de Le Corbeau.
- À nouveau, le TARDIS procure un nouveau tournevis sonique d'un nouveau modèle à partir de la console, comme dans Le Prisonnier zéro.
- Clara laisse un message au Docteur sur son tableau qui reprend les termes de ses multiples échos temporels lors de la saison 7 « Courez, petit malin » ainsi que « Soyez un Docteur » dans Le Jour du Docteur.